# Sant Miquel de la Prenyanosa
Sant Miquel de la Prenyanosa és una església de Cervera (Segarra) protegida com a Bé Cultural d'Interès Local.

## Descripció
Es tracta d'una església que ha estat molt modificada. La façana presenta un acabat rectilini s'accedeix a l'interior mitjançant una porta motllurada d'arc escarser. Al damunt hi ha una finestra d'arc de mig punt. Destaca el campanar de cadireta, lleugerament desplaçat de l'eix de la porta, cobert a doble vessant i amb dos ulls de costat i un de més petit a sobre.
L'interior consta d'una sola nau coberta amb volta de creueria. L'absis ocupava l'espai de la porta actual. A la façana sud es pot veure restes de l'antic aparell de carreuó irregular amb disposició desordenada que fa pensar que l'edifici original podria ser del segle XI
L'església té adossat el cementiri i la casa rectoral.

## Història
L'església de Sant Miquel de Prenyanosa apareix documentada ja l'any 1024, formant part de la marca berguedana del comtat de la Cerdanya. Apareix també al document de consagració de Santa Maria de Guissona, que cobrava delmes al terme de la Prenyanosa. Fins al segle xvi estigué vinculada, com a sufragània, a l'església de Sant Miquel de Tudela, mentre que a partir d'aquest moment, serà Sant Miquel de la Prenyanosa la nova parròquia.